# ریچموند (ویرجینیا)
ریچموند (Richmond) مرکز ایالت ویرجینیا آمریکاست. بانک فدرال رزرو ریچموند و کاپیتول ایالت ویرجینیا در این شهر قرار دارند.

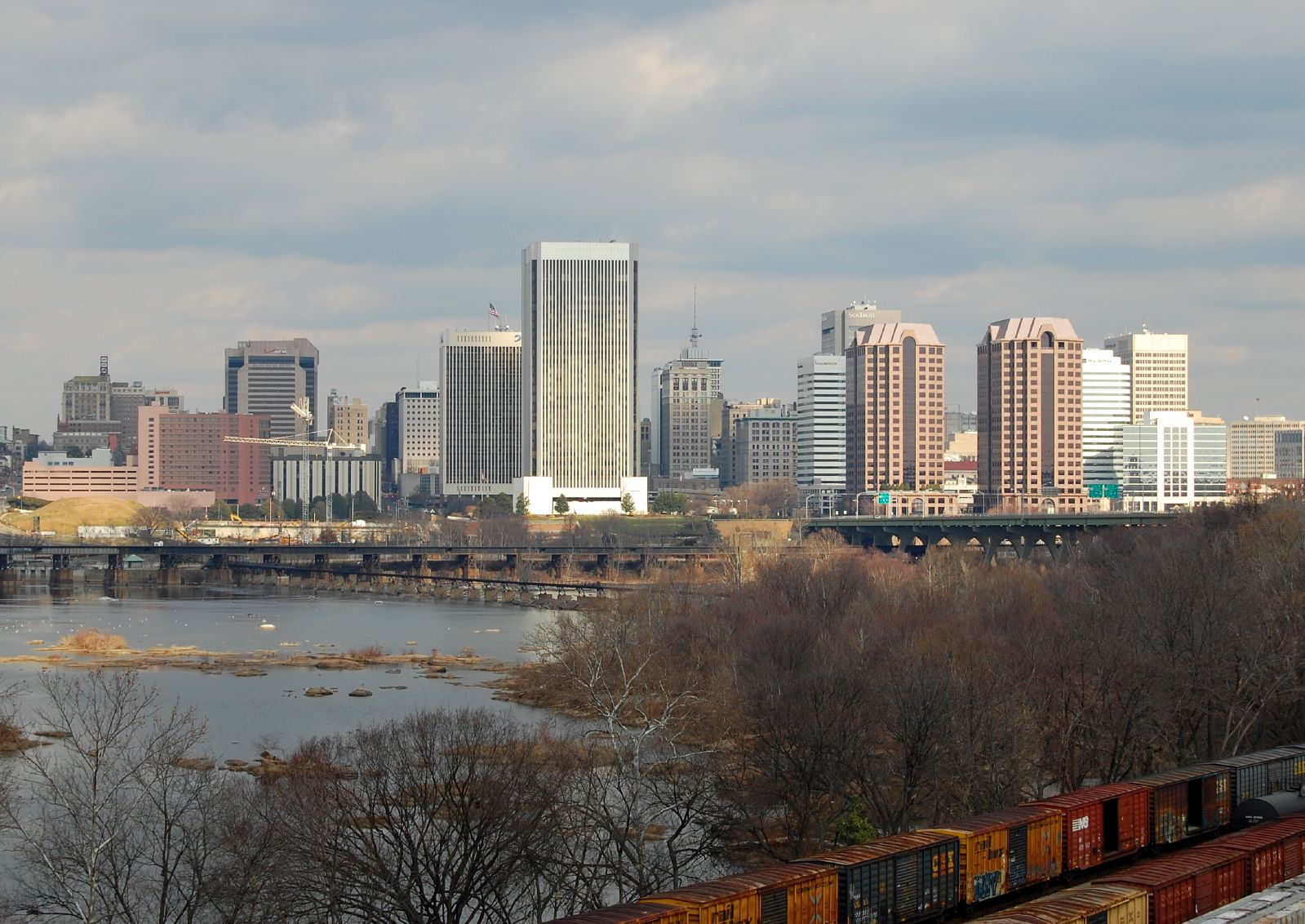

ریچموند در راستای رود جیمز و در ۷۱ کیلومتری غرب ویلیامزبرگ، در ۱۰۶ کیلومتری شرق شارلوتزویل و ۱۵۸ کیلومتری جنوب واشینگتن دی. سی واقع شده‌است. این شهر توسط شهرستان‌های هنریکو (به انگلیسی: Henrico) و چسترفیلد (به انگلیسی: Chesterfield) احاطه شده‌است، شهر ریچموند در تقاطع بزرگراه بین ایالتی ۹۵ و بزرگراه میان‌ایالتی ۶۴ واقع شده‌است. با توسط مسیر ایالت ویرجینیا ۲۸۸ و بزرگراه بین ایالتی ۲۹۵ احاطه شده‌است. حومه‌های شهر اصلی عبارت است از: میدلوتیان (به انگلیسی: Midlothian) در جنوب غربی، گلِن آلِن (به انگلیسی: Glen Allen) در شمال غربی، شورت پمپ (به انگلیسی: Short Pump) در غرب، مکنیکسویل (به انگلیسی: Mechanicsville) در شمال شرقی.
ریچموند در جنگ داخلی آمریکا بین سال‌های ۱۸۶۱ تا ۱۸۶۵ پایتخت ایالت‌های جنوبی بود. شهر ریچموند ۲۸ دبستان، ۹ دوره راهنمایی تحصیلی، و ۸ دبیرستان را اداره، و در مجموع به ۲۴۰۰۰ دانش آموز سرویس دهی می‌کند.

## مراکز دانشگاهی
- دانشگاه ویرجینیا کامن ولث